# Chester Ittner Bliss
Chester Ittner Bliss (Springfield, 1899 – 1979) è stato uno statistico statunitense.
Inizialmente un biologo, è noto principalmente per essere stato il primo segretario della International Biometric Society.

## Titoli accademici
- Bachelor of Arts in entomologia presso Ohio State University, 1921
- Master of Arts presso la Columbia University, 1922
- PhD presso la Columbia University, 1926

Notevole è il fatto che è stato autodidatta per quanto riguarda le sue conoscenze statistiche e che le sviluppò a seconda dei problemi che andava a risolvere (Cochran & Finney 1979).

## Principali contributi
Il suo principale contributo è stato lo sviluppo, insieme a Ronald Fisher, di un approccio interativo per trovare la stima di massima verosomiglianza nei metodi probit nei bioassay.
Bliss introdusse il termine rankit, intendendo il valore atteso gaussiano di una statistica con valori ordinali.